# Valeria Marquez
Pour les articles homonymes, voir Marquez.
Valeria Marquez, née le 14 février 2002 et morte le 13 mai 2025, est une mannequin, entrepreneuse et créatrice de contenu numérique mexicaine. Elle s'est fait connaître sur les réseaux sociaux en partageant des vidéos de son mode de vie, puis a ouvert un salon de beauté à Zapopan, où elle est morte des suites de trois balles,en plein live devant ses milliers d’abonnés. 
Valeria a montré un intérêt pour le mannequinat et la mode. Elle participait à des séances photo et collaborait avec des marques locales. C’est dans la région métropolitaine de Guadalajara (là où elle habitait) qu’elle a commencé à bâtir sa présence sur les réseaux sociaux.  

## Vie personnelle
Elle avait un intérêt pour la décoration d’intérieur, la musique pop latino et les voyages à travers la région.